# Sotérichos d'Oasis
Pour les articles homonymes, voir Sotérichos.
Sotérichos d'Oasis (en grec ancien Σωτήριχος / Sôtêrikhos) est un poète épique grec ayant vécu sous le règne de l'empereur romain Dioclétien, à la fin du IIIe siècle et au début du IVe siècle. Originaire de la ville d'Oasis, en Égypte, il est l'auteur de plusieurs œuvres, toutes perdues à l'exception de rares fragments.
L'encyclopédie byzantine, la Souda, lui attribue les œuvres suivantes : un éloge de Dioclétien ; une épopée en quatre livres appelée les Bassariques ou les Dionysiaques ; une histoire de Panthéia la Babylonienne ; un poème à propos d'Ariane ; une Vie d'Apollonios de Tyane ; un poème appelé Python ou Alexandriaque ; et une histoire de la prise de Thèbes par Alexandre le Grand. La Souda ajoute que Sotérichos a écrit d'autres œuvres encore. Une scholie à l’Alexandra de Lycophron cite un passage d'une autre œuvre de Sotérichos, des Calydoniaques (qui relataient la chasse au sanglier de Calydon).